# Růžový trojúhelník

Růžový trojúhelník

Růžový trojúhelník byl jeden ze symbolů, kterým se během nacistického období označovali vězni v koncentračních táborech. Tímto trojúhelníkem byli identifikováni muži, kteří byli do táborů deportováni za porušení § 175 trestajícího homosexuální pohlavní styk. V 70. letech 20. století se růžový trojúhelník stal rovněž jedním ze symbolů homosexuálního hnutí.

## Vězňové s růžovým trojúhelníkem

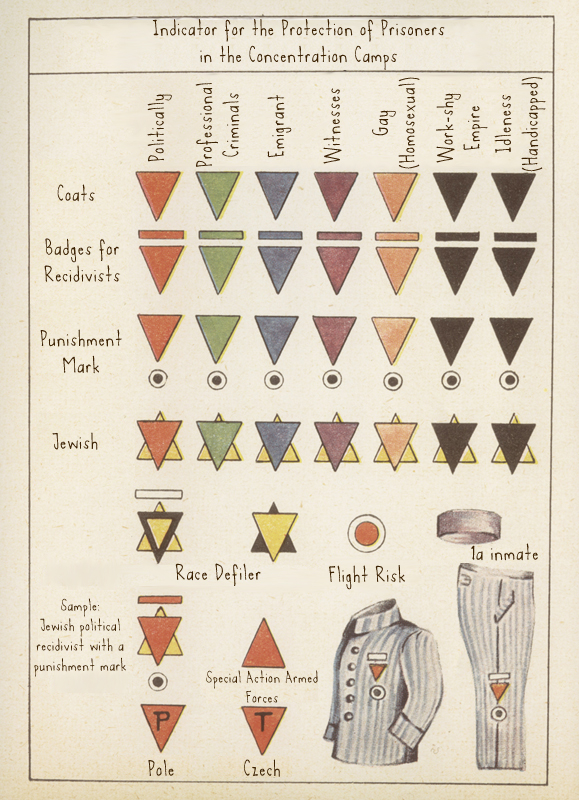
Systém značení vězňů v koncentračních táborech

Růžový trojúhelník nosilo podle odhadů zhruba 5-15 tisíc mužů. U těch, kteří byli takto označeni, činila úmrtnost nadprůměrných 60 procent. Vězni s růžovým trojúhelníkem nebyli po válce odškodněni německou vládou. § 175 totiž zůstal v platnosti i v poválečném období (byť prošel denacifikací, takže zpřísněné pasáže z roku 1935 byly vypuštěny). Na území NDR platil v přísnější verzi do roku 1968, v SRN byl zrušen dokonce až 11. června 1994.
V srpnu 2011 přinesla média zprávu, že ve Francii zemřel poslední známý přeživší gay z koncentračních táborů. Byl jím Rudolf Brazda, rodilý Němec českého původu, který zesnul 3. srpna 2011 ve věku 98 let.

## Růžový trojúhelník jako symbol homosexuálního hnutí
Růžový trojúhelník se v pozdějších letech stal jedním ze symbolů mezinárodního gay hnutí. K tomu došlo především v Evropě v polovině 70. let. V roce 1975 bylo založeno nakladatelství Verlag Rosa Winkel (Nakladatelství Růžový trojúhelník), první nakladatelství pro homosexuály v německy mluvících zemích, které si záměrně vzalo do názvu tento symbol. Rovněž německý režisér Rosa von Praunheim přijal umělecké jméno inspirované tímto symbolem.
V USA byl růžový trojúhelník použit v 80. letech jako znamení skupiny aktivistů Act UP bojující proti nemoci AIDS. Znak tvořil růžový trojúhelník směřující špicí nahoru, který byl doplněn sloganem Silence = Death (Ticho = Smrt).
V průběhu let se ze Spojených států přeneslo do Evropy užívání duhové vlajky jako symbolu homosexuálního hnutí. Tato vlajka pak částečně v 80. a zcela pak v 90. letech nahradila trojúhelník jako univerzální symbol LGBT hnutí.